# دارکوب شطرنجی
دارکوب شطرنجی (نام علمی: Veniliornis mixtus) گونه‌ای از پرندگان در زیرتیرهٔ Picinae از خانواده دارکوبان (Picidae) است که در آرژانتین، بولیوی، برزیل، پاراگوئه و اروگوئه یافت می‌شود.